# Rälla
Rälla – miejscowość (tätort) w Szwecji, w regionie administracyjnym (län) Kalmar, w gminie Borgholm.
Według danych Szwedzkiego Urzędu Statystycznego liczba ludności wyniosła: 418 (31 grudnia 2015), 424 (31 grudnia 2018) i 429 (31 grudnia 2019).